# فنجان فخاري

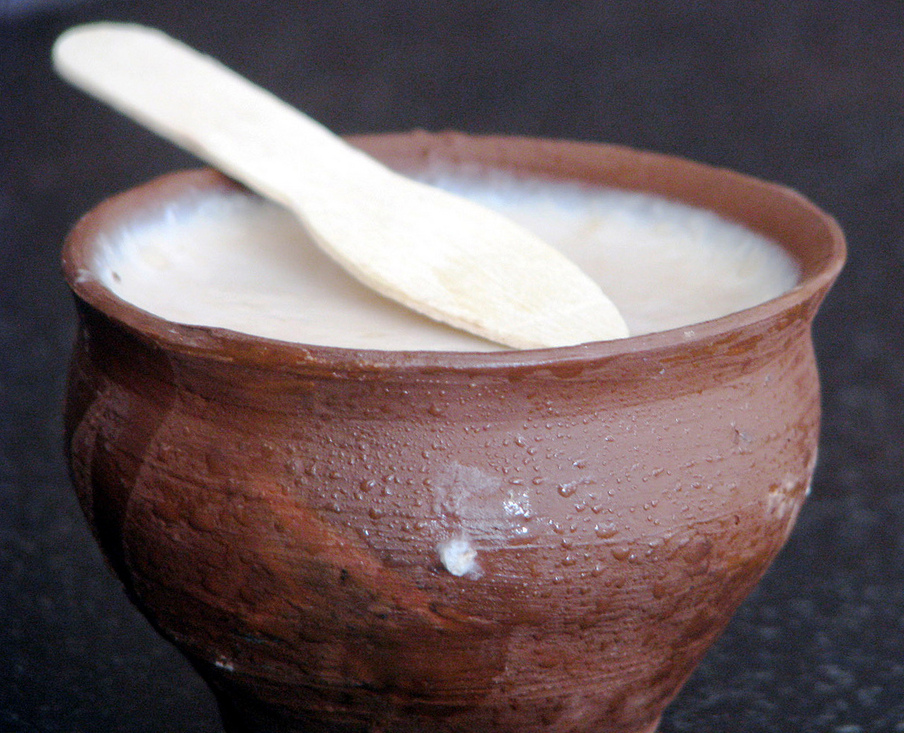
فنجان فخاري (لبن رائب) أحادي الاستعمال

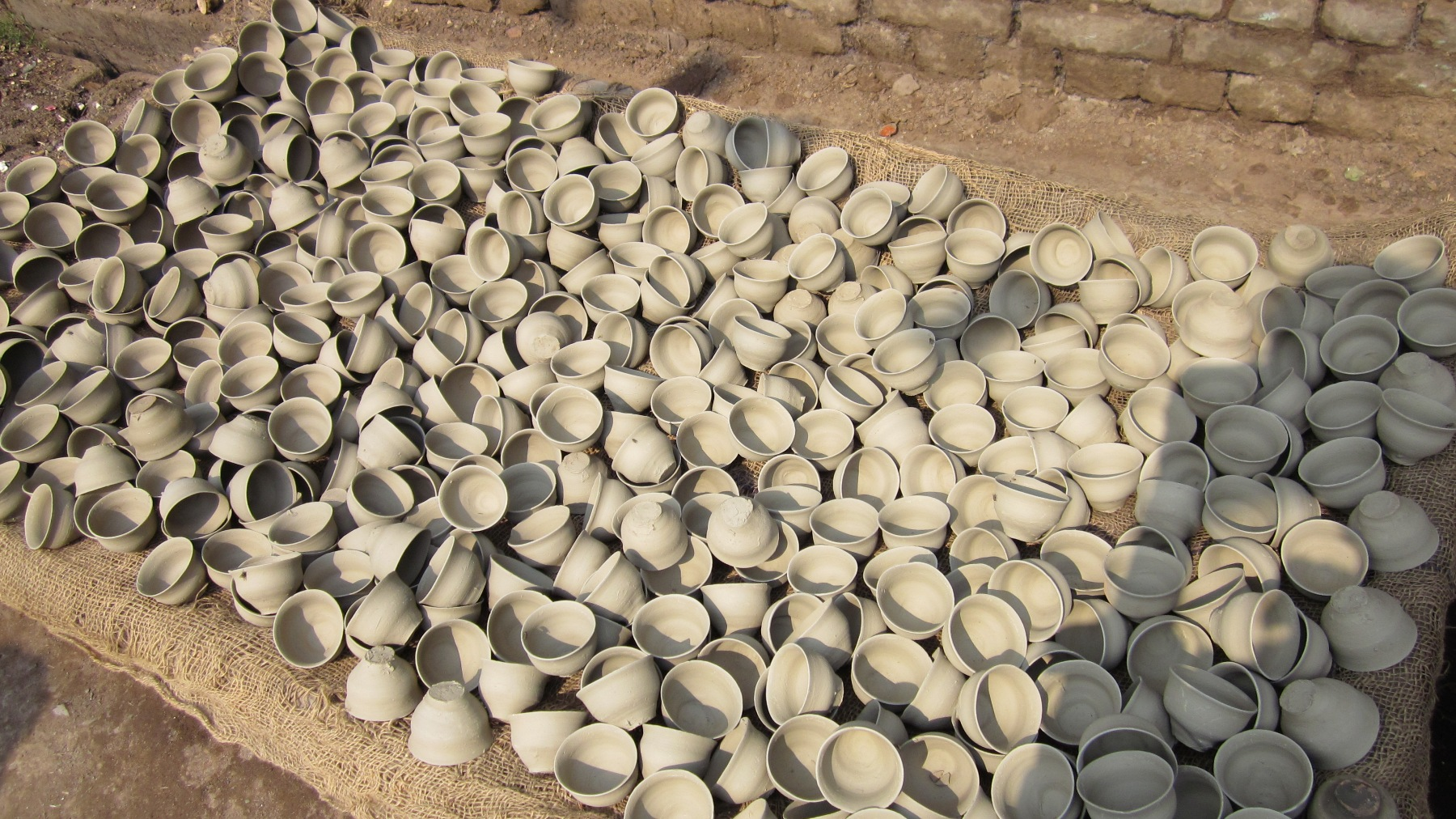
تصنيع الكولهار في المناطق الريفية بالهند

الكولهار (باللغة الهندستانية: कुल्हड़ أو کلہڑ) أو الكولهاد ويسمى أحيانًا الشيكورة هي عبارة عن فنجان متوارث مصنوع من الطين الصلصالي دون مقبض في ثقافة شمال الهند وباكستان، وهو غير مطلي أو مزجج وأيضًا غير قابل للاستعمال مرة أخرى. أهم خاصية به أنه دون طلاء وهذا ما يميزه عن غيره من الفناجين المصنوعة من الصلصال، كما أنه غير مزجج من الداخل ولا من الخارج، ومنذ صناعة فناجين الفخار عن طريق إشعال النار فيها بالفرن لا تستخدم مرتين أبدًا، لأنها معقمة وصحية بطبيعتها.  تقدم عادة البازارات وأكشاك بيع الأطعمة في شبه قارة الهند مشروبات ساخنة مثل الشاي في فناجين الفخار التي تختلط فيها المشروبات بنكهة التراب وتعتبر ذات مذاق رائع في الكثير من الأحيان، كما تقدم فيها الزبادي والحليب الساخن بالسكر وكذلك بعض الحلويات المحلية مثل الكولفي Kulfi (وهو الأيس كريم الشعبي). أفسحت الأكواب الفخارية المجال تدريجيًا للأكواب المصنوعة من البوليسترين والورق، لأن الأكواب الورقية أخف وزناً وأرخص في الغالب.

## احتمالية أصله
ربما ظل استخدام الفناجين الفخارية في المنطقة لمدة خمسة آلاف سنة ماضية منذ حضارة وادي السند.

## التأثير على المذاق
بما إن الفناجين غير مصنوعة من الزجاج فالمشروبات الساخنة مثل الشاي يمتص نسبيًا من  الجدار الداخلي للفنجان الذي يقدم، مما يؤدي إلى تحسين مذاق المشروبات ورائحتها التي توصف في الغالب بأنها «ترابية». وتقدم المطاعم الراقية لزبائنها غالبًا الشاي في الفنجان الفخاري، على الرغم من تراجع بريقه واستخدام الكؤوس الصناعية عنه نتيجة لأسباب التكلفة والكفاءة.